# Adriers
Adriers ist eine französische Gemeinde mit 701 Einwohnern (Stand: 1. Januar 2022) im Département Vienne in der Region Nouvelle-Aquitaine (vor 2016: Poitou-Charentes). Sie gehört zum Arrondissement Montmorillon und zum Kanton Lussac-les-Châteaux (bis 2015: Kanton L’Isle-Jourdain). Die Einwohner werden Adriauds genannt.

## Geografie
Adriers liegt etwa 50 Kilometer südöstlich von Poitiers. Das Gemeindegebiet wird vom Fluss Blourde und seinem Nebenfluss Franche Doire durchquert. 
Umgeben wird Adriers von den Nachbargemeinden 
- Persac im Norden und Nordwesten,
- Moulismes im Norden,
- Plaisance im Norden und Nordosten,
- Lathus-Saint-Rémy im Nordosten,
- Val-d’Oire-et-Gartempe mit Bussière-Poitevine im Osten und Saint-Barbant im Südosten,
- Mouterre-sur-Blourde im Süden,
- Millac im Südwesten,
- L’Isle-Jourdain im Westen und Südwesten,
- Moussac im Westen,
- Nérignac im Nordwesten.

## Bevölkerungsentwicklung
| Jahr                      | 1962 | 1968 | 1975 | 1982 | 1990 | 1999 | 2006 | 2013 |
| Einwohner                 | 1167 | 1042 | 900  | 938  | 833  | 797  | 745  | 726  |
| Quelle: Cassini und INSEE |      |      |      |      |      |      |      |      |

## Sehenswürdigkeiten
- Dolmen

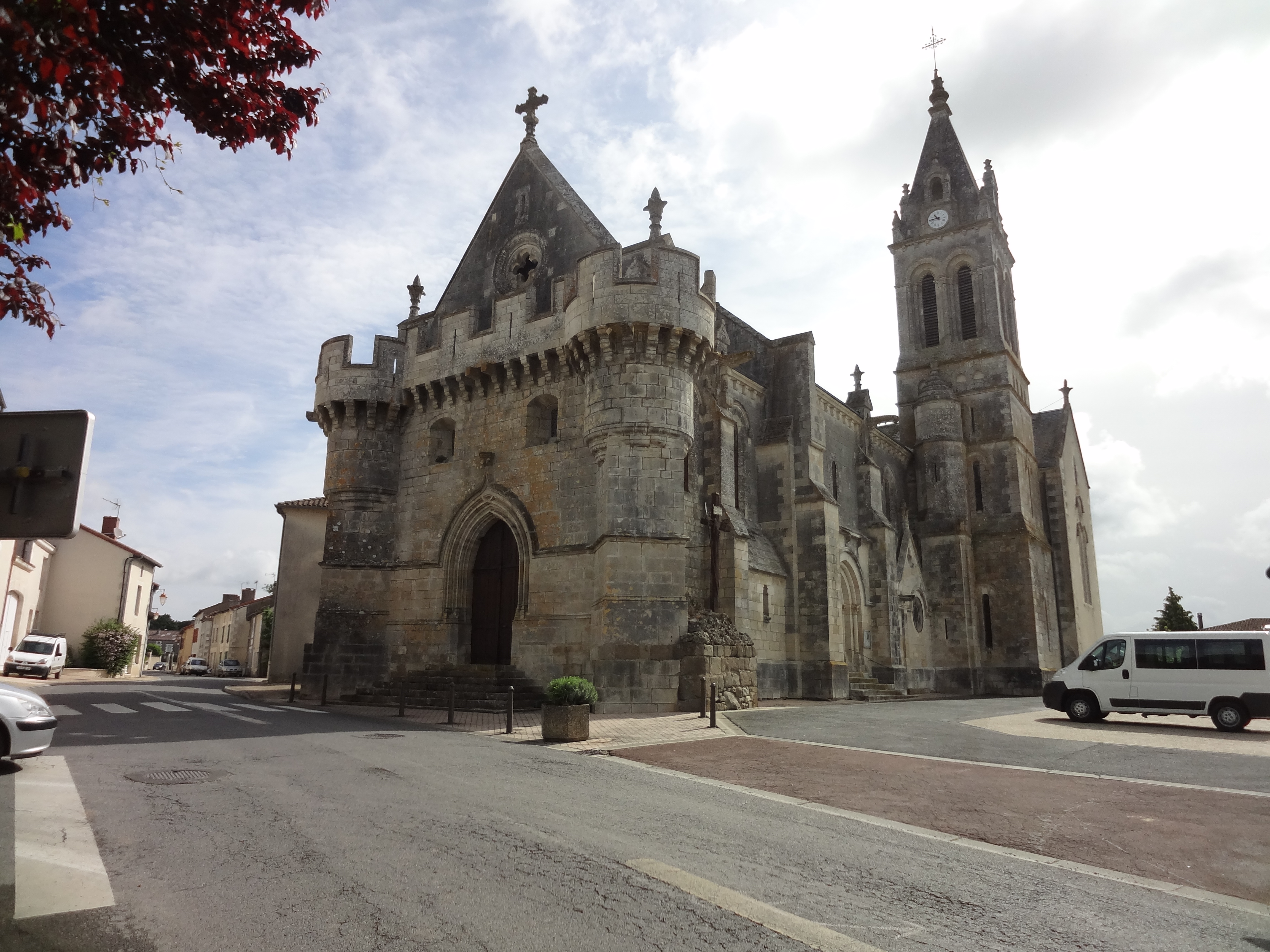
Kirche Saint-Hilaire

- Kirche Saint-Hilaire, Mitte des 11. Jahrhunderts erbaut (siehe auch: Liste der Monuments historiques in Adriers)
- Kapelle Saint-Étienne-de-Muret in der Ortschaft Entrefins, 1871 bis 1875 erbaut
- Ehemaliges Pfarrhaus von 1832
- Schloss Branlant, Ende des 16. Jahrhunderts erbaut
- Schloss Monterban aus dem 19. Jahrhundert
- Schloss La Combe
- Schloss Messignac